# زاهوری (منطقه تابور)
زاهوری (به چکی: Záhoří) یک منطقهٔ مسکونی در جمهوری چک است که در منطقه تابور واقع شده‌است. زاهوری ۴٫۰۱ کیلومتر مربع مساحت و ۶۲ نفر جمعیت دارد و ۴۳۸ متر بالاتر از سطح دریا واقع شده‌است.